# Show Champion
Show Champion (Hangul: 쇼 챔피언) là chương trình âm nhạc Hàn Quốc được phát sóng trực tiếp vào Thứ Tư hằng tuần lúc 18:00 KST tại AX-Korea ở Gwangjang-dong bởi MBC Music. Chủ trì chương trình là Kim Shin-Young và một số khách mời khác

## Segment
Chương trình này nhằm hướng đến các MC, nghệ sĩ, và khán giả sẽ chọn ra "nhà vô địch" của ngành công nghiệp âm nhạc. Chương trình sẽ cung cấp các bài hát phổ biến, những chủ đề quan trọng, và tân binh xuất sắc nhất của tuần.
Chương trình có 2 phần khác nhau là ca hát và phỏng vấn để kết hợp những đặc tính của chương trình thực tế và chương trình âm nhạc.
Năm 2013, giám đốc sản xuất chương trình quyết định rằng các chương trình ca nhạc hằng tuần sẽ được chuyển đổi từ ghi hình trước tiếp sang ghi hình trước rồi phát sóng sau, thay đổi mới này sẽ có hiệu lực từ 30 tháng 1.

## Chủ trì
- Yoon San-ha (ASTRO) (4 tháng 3 năm 2020 - nay)
- Kangmin (Verivery) (4 tháng 3 năm 2020 - nay)

### MC khách mời
- John Park (3 tháng 4 năm 2012)
- Lizzy (17 tháng 7 năm 2012)
- Leeteuk (11 tháng 9 năm 2012)
- Eunhyuk (18 tháng 9 năm 2012)
- Luna (6 tháng 3 năm 2013), (20 tháng 3 năm 2013 - 27 tháng 3 năm 2013)
- Daehyun (13 tháng 3 năm 2013)
- Youngjae (13 tháng 3 năm 2013), (4 tháng 9 năm 2013)
- Himchan (4 tháng 9 năm 2013)
- Dongjun (11 tháng 9 năm 2013)
- Junyoung (11 tháng 9 năm 2013)
- Ilhoon (18 tháng 9 năm 2013)
- Sungjae (18 tháng 9 năm 2013)
- Baekho (25 tháng 9 năm 2013)
- Minhyun (25 tháng 9 năm 2013)
- Luna (9 và 16 tháng 10 năm 2013)
- N (20 tháng 11 năm 2013)
- Lee Jae Jin (4 tháng 9 năm 2013)
- Song Seung-hyun (4 tháng 12 năm 2013)
- Suho (18 tháng 12 năm 2013)
- Xiumin (18 tháng 12 năm 2013)

### Cựu MC
- Kim Shin Young (14 tháng 2 năm 2012 – 25 tháng 12 năm 2012)
- Shindong, Kim Kyung Jin (14 tháng 2 năm 2012 – 25 tháng 12 năm 2012)
- Ham Eunjung (30 tháng 1 năm 2013 – 28 tháng 8 năm 2013)
- Amber (30 tháng 1 năm 2013 – 18 tháng 12 năm 2013)
- Kangin (08 tháng 1 - 31 tháng 12 năm 2014)
- Doyoung, Jaehyun (NCT) (21 tháng 1 - 1 tháng 7 năm 2015)
- Kim Shin-young (8 tháng 7 năm 2015 – 11 tháng 12 năm 2019)

## Hệ thống bảng điểm
Show Champion chọn ra top 10 của tuần và tìm ra người chiến thắng dựa theo các tiêu chí sau:
- 45% Số lượng đĩa kĩ thuật số bán ra (Melon)
- 10% Số lượng đĩa vật lý bán ra (Hanteo)
- 15% Bình chọn của dân cư mạng
- 15% Xếp hạng từ chuyên gia lĩnh vực âm nhạc
- 15% Điểm trên MBC Music Broadcast

Bài hát dẫn đầu sẽ giành được danh hiệu "Champion Song". Mặt khác, ngôi sao với chủ đề nóng bỏng sẽ được trao danh hiệu "Issue Champion", trong khi các tân binh xuất sắc nhất được gọi là "Rookie Champion".
Ngày 4 tháng 9 năm 2012 chương trình đã được sắp xếp lại và các tiêu chí xếp hạng bị bãi bỏ.
Năm 2013, chương trình đã tổ chức lại, hệ thống xếp hạng được tính bằng các tiêu chí mới có hiệu lực từ 30 tháng 1.
- 50% Số lượng đĩa kĩ thuật số bán ra (trực tuyến + tải xuống)
- 15% Bình chọn trực tuyến (MelOn)
- 20% Số lượng đĩa vật lý bán ra (Hanteo)
- 15% Xếp hạng từ chuyên gia (MBC Music)

## Người chiến thắng Champion Song

### 2012
Tháng 2
- 21.02 - FT ISLAND1st - 지독하게 (Severely)1st
- 28.02 - Miss A1st - Touch1st

Tháng 3
- 06.03 - Miss A2nd - Touch2nd
- 13.03 - John Park1st - Falling1st
- 20.03 - 2AM1st - 너도 나처럼 (I Wonder If You Hurt Like Me)1st
- 27.03 - SHINee1st - Sherlock•셜록 (Clue + Note)1st

Tháng 4
- 03.04 - SHINee2nd - Sherlock•셜록 (Clue + Note)2nd
- 10.04 - CNBLUE1st - Hey You1st
- 17.04 - 4Minute1st - Volume Up1st
- 24.04 - 4Minute2nd - Volume Up2nd

Tháng 5
- 01.05 - SISTAR1st - 나 혼자 (Alone)1st
- 08.05 - Girls' Generation-TTS1st - Twinkle1st
- 15.05 - Girls' Generation-TTS2nd - Twinkle2nd
- 22.05 - Girls' Generation-TTS3rd - Twinkle3rd
- 29.05 - Không có chương trình

Tháng 6
- 05.06 - INFINITE1st - 추격자 (The Chaser)1st
- 12.06 - Wonder Girls1st - Like This1st
- 19.06 - Wonder Girls2nd - Like This2nd
- 26.06 - f(x)1st - Electric Shock1st

Tháng 7
- 03.07 - f(x)2nd - Electric Shock2nd
- 10.07 - Super Junior1st - Sexy, Free & Single1st
- 17.07 - Super Junior2nd - Sexy, Free & Single2nd
- 24.07 - Super Junior3rd - Sexy, Free & Single3rd
- 31.07 - Không có chương trình

Tháng 8
- 07.08 - Không có chương trình
- 14.08 - BoA1st - Only One1st
- 21.08 - BEAST1st - 아름다운 밤이야 (Beautiful Night)1st
- 28.08 - KARA1st - Pandora1st

(Bắt đầu từ 4 tháng 9 năm 2012, hệ thống bảng xếp hạng bị hủy bỏ nhưng được sử dụng lại từ 30 tháng 1 năm 2013)

### 2013
Tháng 1
- 31.01 - CNBLUE2nd - I'm Sorry1st

Tháng 2
- 06.02 - CNBLUE3rd - I'm Sorry2nd
- 13.02 - CNBLUE4th - I'm Sorry3rd
- 20.02 - SISTAR191st - 있다 없으니까 (Gone Not Around Any Longer)1st
- 27.02 - SHINee3rd - Dream Girl1st

Tháng 3
- 06.03 - SHINee4th - Dream Girl2nd
- 13.03 - SHINee5th - Dream Girl3rd
- 20.03 - SHINee6th - Dream Girl4th
- 27.03 - 2AM2nd - 어느 봄날 (One Spring Day)1st

Tháng 4
- 03.04 - INFINITE2nd - 남자가 사랑할때 (Man In Love)1st
- 10.04 - Davichi1st - 거북이 (Turtle)1st
- 17.04 - K.Will1st - Love Blossom1st
- 24.04 - K.Will2nd - Love Blossom2nd

Tháng 5
- 01.05 - Cho Yong Pil1st - Hello1st
- 08.05 - 4Minute3rd - 이름이 뭐예요? (What's Your Name?)1st
- 15.05 - 4Minute4th - 이름이 뭐예요? (What's Your Name?)2nd
- 22.05 - 4Minute5th - 이름이 뭐예요? (What's Your Name?)3rd
- 29.05 - Shinhwa1st - This Love1st

Tháng 6
- 05.06 - Shinhwa2nd - This Love2nd
- 12.06 - Lee Hyori1st - Bad Girls1st
- 19.06 - EXO1st - 늑대와 미녀 (Wolf)1st
- 26.06 - SISTAR2nd – Give It to Me1st

Tháng 7
- 03.07 - <Đặc biệt giữa năm - Không bảng xếp hạng>
- 10.07 - Dynamic Duo1st - BAAAM1st
- 17.07 - A Pink1st - NoNoNo  1st
- 24.07 - Ailee1st - U&I 1st
- 31.07 - INFINITE3rd - Destiny1st

Tháng 8
- 07.08 - f(x)3rd - 첫 사랑니 (Rum Pum Pum Pum)1st
- 14.08 - <MBC Show Champion Sokcho Festival - Không bảng xếp hạng>
- 21.08 - EXO2nd - 으르렁 (Growl)1st
- 28.08 - EXO3rd - 으르렁 (Growl)2nd

Tháng 9
- 04.09 - EXO4th - 으르렁 (Growl)3rd
- 11.09 - TEEN TOP1st - 장난아냐 (Rocking)1st
- 18.09 - KARA2nd - 숙녀가 못 돼 (Damaged Lady)1st
- 25.09 - KARA3rd - 숙녀가 못 돼 (Damaged Lady)2nd

Tháng 10
- 02.10 - <Không bảng xếp hạng>
- 09.10 - Busker Busker1st - 처음엔 사랑이란게 (Love, at first)1st
- 16.10 - IU1st - 분홍신 (The Red Shoes)1st
- 23.10 - SHINee7th - Everybody1st
- 30.10 - SHINee8th - Everybody2nd

Tháng 11
- 06.11 - Trouble Maker1st - 내일은 없어 (Now)1st
- 13.11 - <Không bảng xếp hạng>
- 20.11 - Trouble Maker2nd - 내일은 없어 (Now)2nd
- 27.11 - <Không bảng xếp hạng>

Tháng 12
- 04.12 - Hyolyn1st - 너밖에몰라 (One Way Love)1st
- 11.12 - <Không bảng xếp hạng>
- 18.12 - EXO5th - 12월의 기적 (Miracles in December)1st
- 25.12 - <Không bảng xếp hạng>

### 2014
Tháng 1
- 01.01 - <Không bảng xếp hạng>
- 08.01 - Girl's Day1st - Something1st
- 15.01 - Ailee2nd - 노래가 늘었어 (Singing Got Better)1st
- 22.01 - B1A41st - 없구나 (Lonely)1st

## Thành tích của các nghệ sĩ

### Danh sách nhà vô địch Champion Song
| Hạng | Ca sĩ             | Lần | Ra mắt |
| ---- | ----------------- | --- | ------ |
| 1    | EXO               | 17  | 2012   |
| 2    | SHINee            | 10  | 2008   |
| 3    | CNBLUE            | 7   | 2009   |
| 3    | 4Minute           | 7   |        |
| 3    | Red Velvet        | 7   | 2014   |
| 4    | BEAST / HIGHLIGHT | 6   | 2009   |
| 4    | INFINITE          | 6   | 2010   |
| 4    | SISTAR            | 6   | 2010   |
| 4    | B1A4              | 6   | 2011   |
| 4    | VIXX              | 6   | 2012   |
| 4    | BTS               | 6   | 2013   |
| 4    | GFRIEND           | 6   | 2015   |

### Danh sách nhà vô địch liên tiếp Champion Song
| Hạng | Ca sĩ                 | Ca khúc             | Lần | Năm  |
| ---- | --------------------- | ------------------- | --- | ---- |
| 1    | SHINee                | Dream Girl          | 4   | 2013 |
| 2    | Girls' Generation-TTS | Twinkle             | 3   | 2012 |
| 2    | Super Junior          | Sexy, Free & Single | 3   | 2012 |
| 2    | CNBLUE                | I'm Sorry           | 3   | 2013 |
| 2    | 4Minute               | What's Your Name?   | 3   | 2013 |
| 2    | EXO                   | Growl               | 3   | 2013 |
| 2    | Trouble Maker         | "Now"               | 3   | 2013 |
| 2    | B1A4                  | "Lonely"            | 3   | 2014 |
| 2    | EXO                   | "Call Me Baby"      | 3   | 2015 |
| 2    | EXO                   | "Love Me Right"     | 3   | 2015 |
| 2    | GFRIEND               | "Rough"             | 3   | 2016 |
| 2    | Wanna One             | "Energetic"         | 3   | 2017 |

## Truyền hình quốc tế
- Nhật Bản - Space Shower TV Plus (Thứ hai 11:00 đến 12:00)

## Chương trình khác
- M.net M! Countdown
- SBS The Music Trend
- KBS Music Bank
- MBC Show! Music Core
- Arirang TV Pops in Seoul
- Arirang TV Wave K (trước gọi là The M-Wave; nay gọi là Simply K-Pop)
- JTBC Music on Top